# Torrent de la Collada (Sant Quirze Safaja)
El torrent de la Collada és un torrent del terme municipal de Sant Quirze Safaja, a la comarca del Moianès.
Està situat en el sector septentrional del terme, al nord-est de la masia de la Rovireta. Es forma en el vessant sud-oest de la Collada, on rep per l'esquerra les aigües de la Font de la Collada, i va baixant cap a ponent, fins que troba la Serra de la Codina, on gira cap al sud-oest just a llevant del Collet de l'Escopeter. Continua girant, ara ja cap al sud, fins que arriba a la Culalta, a llevant de la masia de la Rovireta, on forma el torrent de la Rovireta.